# Lanser (Adelsgeschlecht)

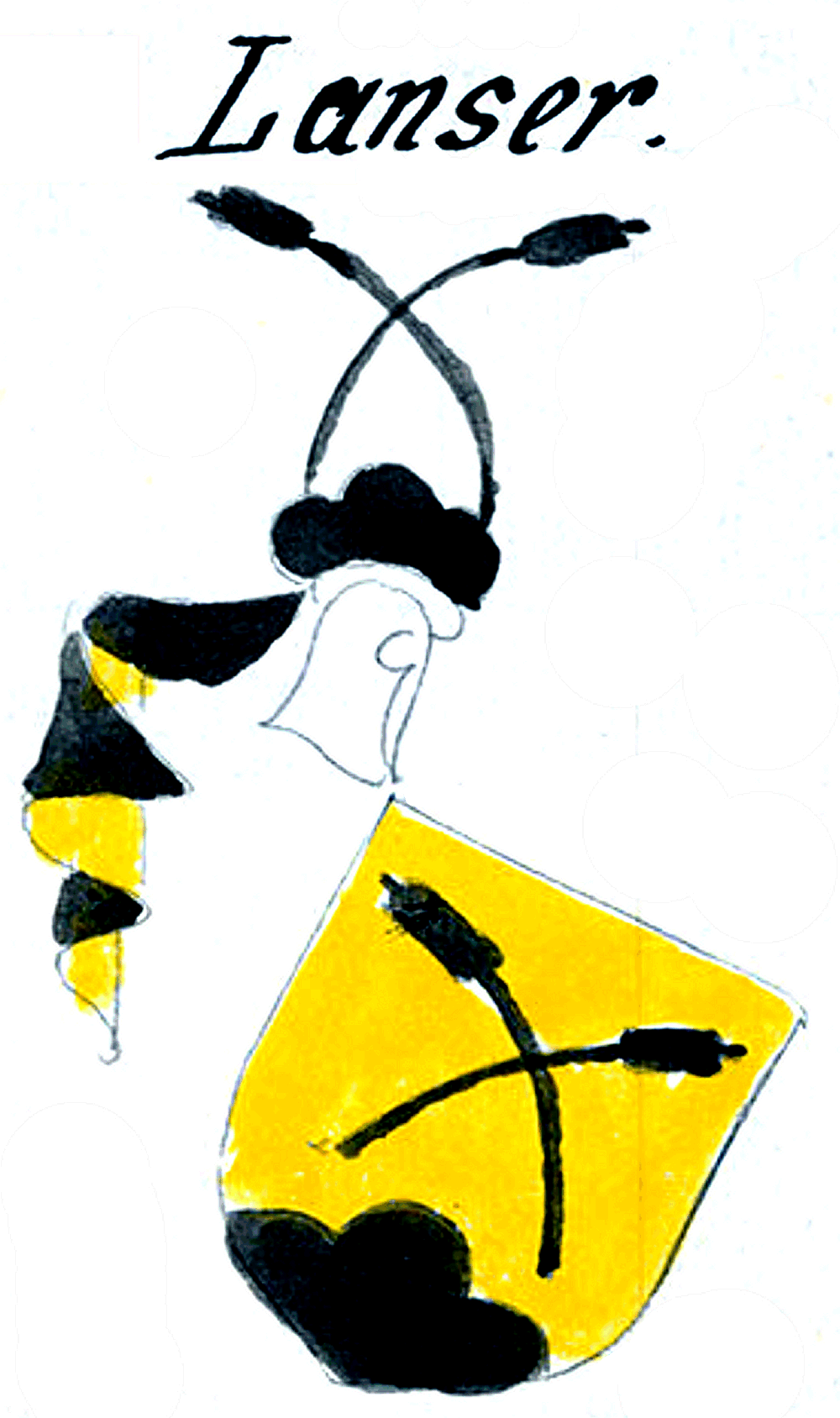
Stammwappen der Lanser

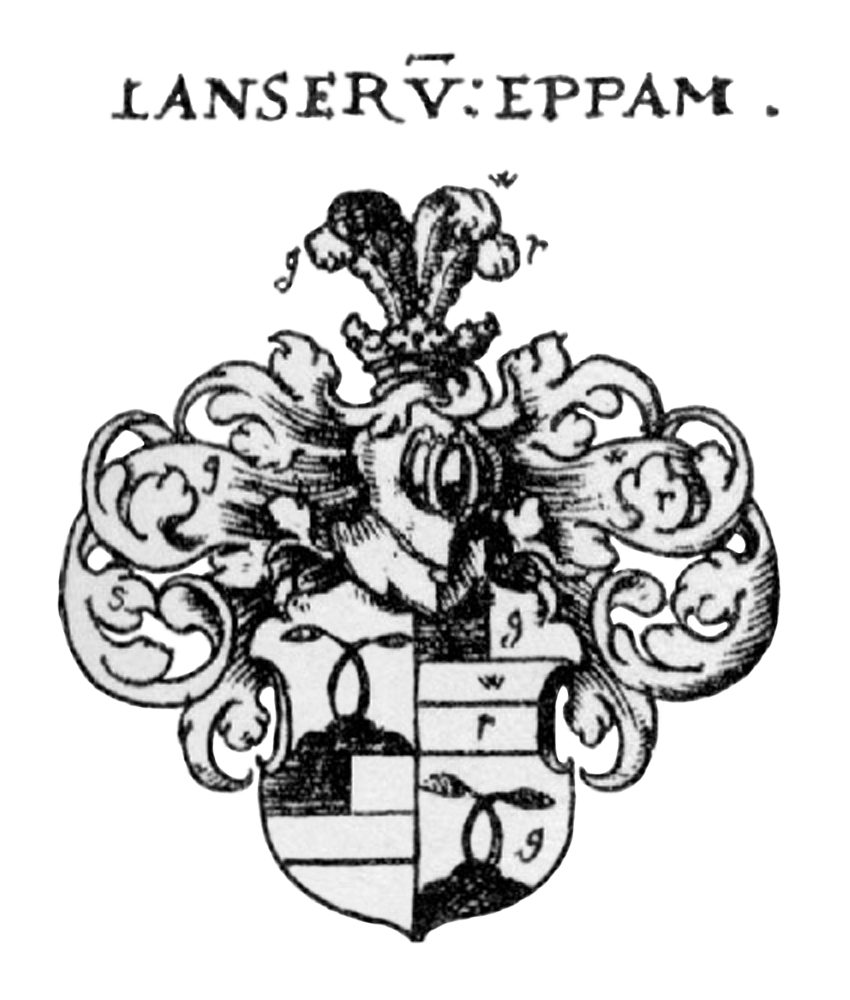
Wappen der Lanser von Eppan

Lanser zu Moos und Vestenstein (auch Lanser von Eppan, älter Laen(n)ser) war der Name eines landständischen Adelsgeschlechts aus der Gefürsteten Grafschaft Tirol. Der in Salzburg vertretene Zweig blühte noch bis in das 20. Jahrhundert. Die Familie ist zu unterscheiden von den Lasser von Zollheim.

## Geschichte
Am 15. August 1429 stellte Herzog Friedrich von Österreich dem Richter von Eppan bzw. Pfleger von Hocheppan Hans Lanser einen Wappenbrief aus. Am 4. März 1583 erhob Kaiser Rudolf II. die Brüder Abraham und Adam Laennser in den Reichsadelsstand und gewährte ihnen eine Wappenbesserung. In Anbetracht ihrer Verdienste bestätigte darauf der Tiroler Landesfürst Erzherzog Ferdinand II. dem kaiserlichen Verwalter des Hofpfennigmeisteramtes Adam Lanser und seinem Bruder Abraham am 2. Juli 1586 in Innsbruck den Adel. 1608 erfolgte eine erneute Adelsbestätigung, wobei den Brüdern Leonhard und David von Lanser das Prädikat „von Moos“ verliehen wurde. Kurz zuvor hatten sie den Ansitz Moos erworben. 1654 wirkte Johann Franz Länser von Moos als oberösterreichischer Regimentssekretär, möglicherweise identisch mit Franz Lanser von Moos, der 1670 als kaiserlicher Rat sowie Stadt- und Landrichter von Bozen siegelte. In seinem Besitz befanden sich außer den Ansitz Moos die Burg Festenstein als Lehen, die er 1654 gekauft hatte. Die Tochter von Franz, Maria Salome Lanser von Moos brachte im Verlauf des 17. Jahrhunderts den Ansitz Moos an die Familie ihres Mannes Hans Caspar von Schulthaus. 1622 fungierte Romanus Lanser als Richter von Altenburg, sowie Anton Lanser 1689 als Pfleger der gräflich-khuenischen Herrschaft Deutschnofen. Der Grabstein des Bürgermeisters Josef Lanßer († 19. Juli 1760) befindet sich in der Pfarrkirche von Hall. Die Burg Festenstein blieb im Besitz der Nachkommen von Franz von Lanser, die sie 1822 allodifizierten bzw. das Lehen auflösten und darauf veräußerten, jedoch nach ihr noch weiter das Prädikat führten.

## Besitzungen (Auswahl)

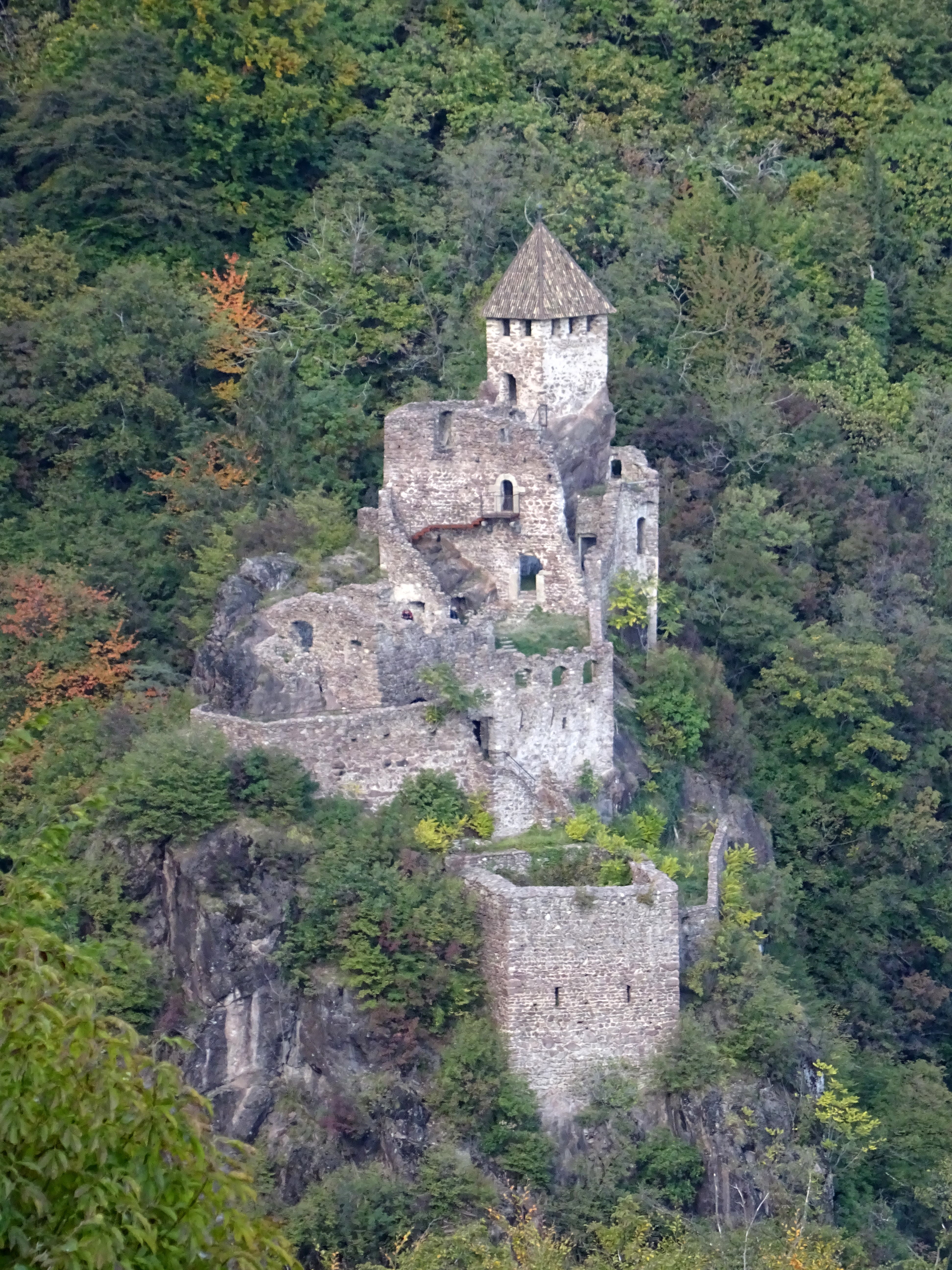
Burg Festenstein
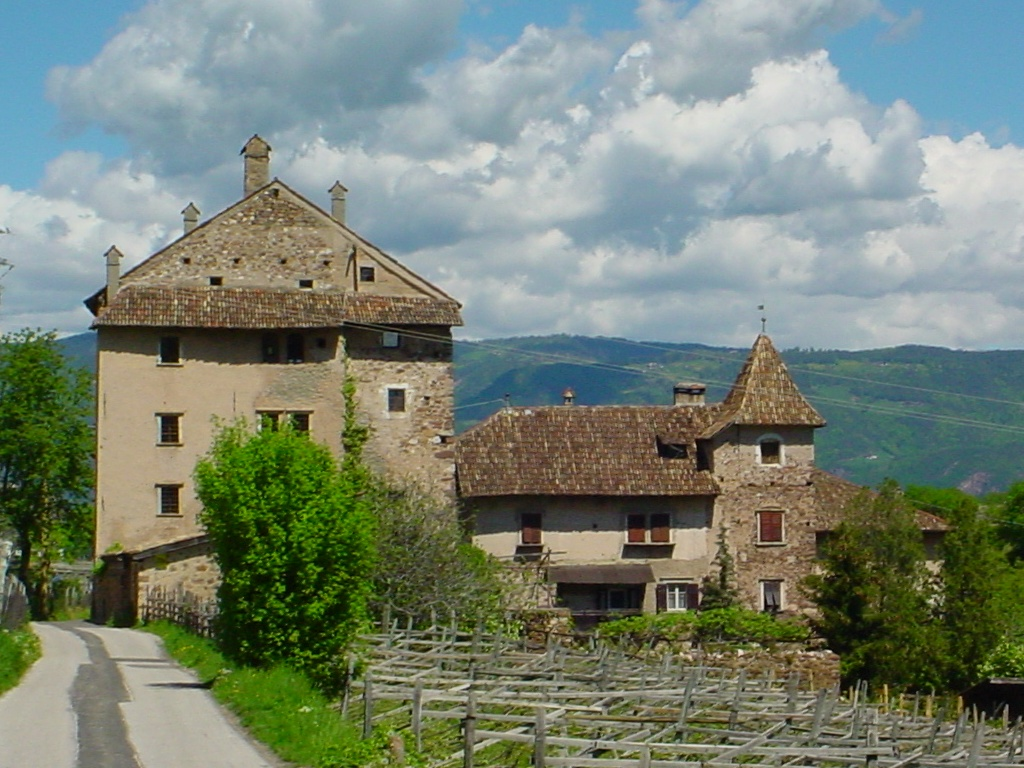
Ansitz Moos-Schulthaus
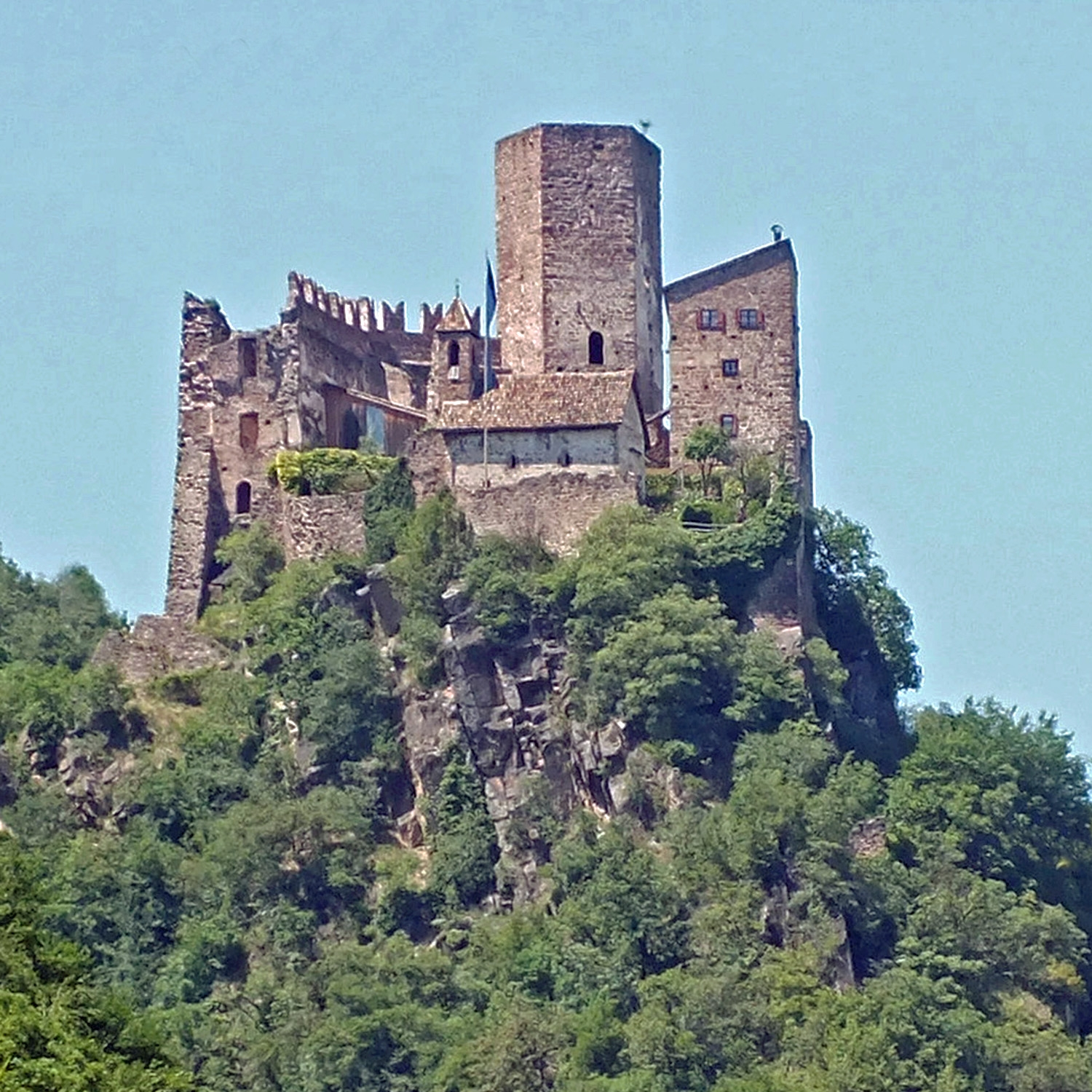
Burg Hocheppan
- Lanserhof[12]

- Burg Festenstein
- Ansitz Moos-Schulthaus
- Burg Hocheppan

## Wappen

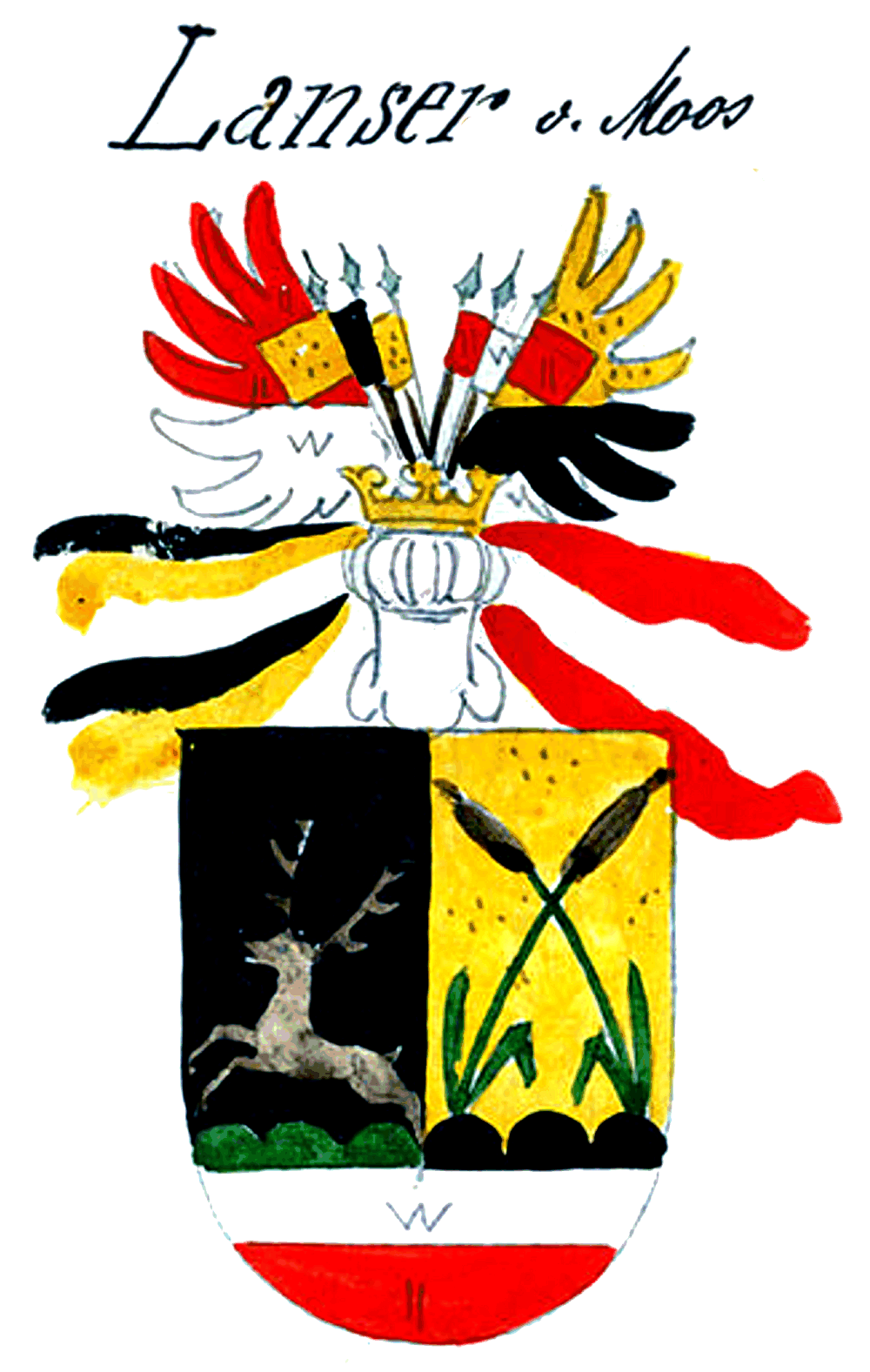
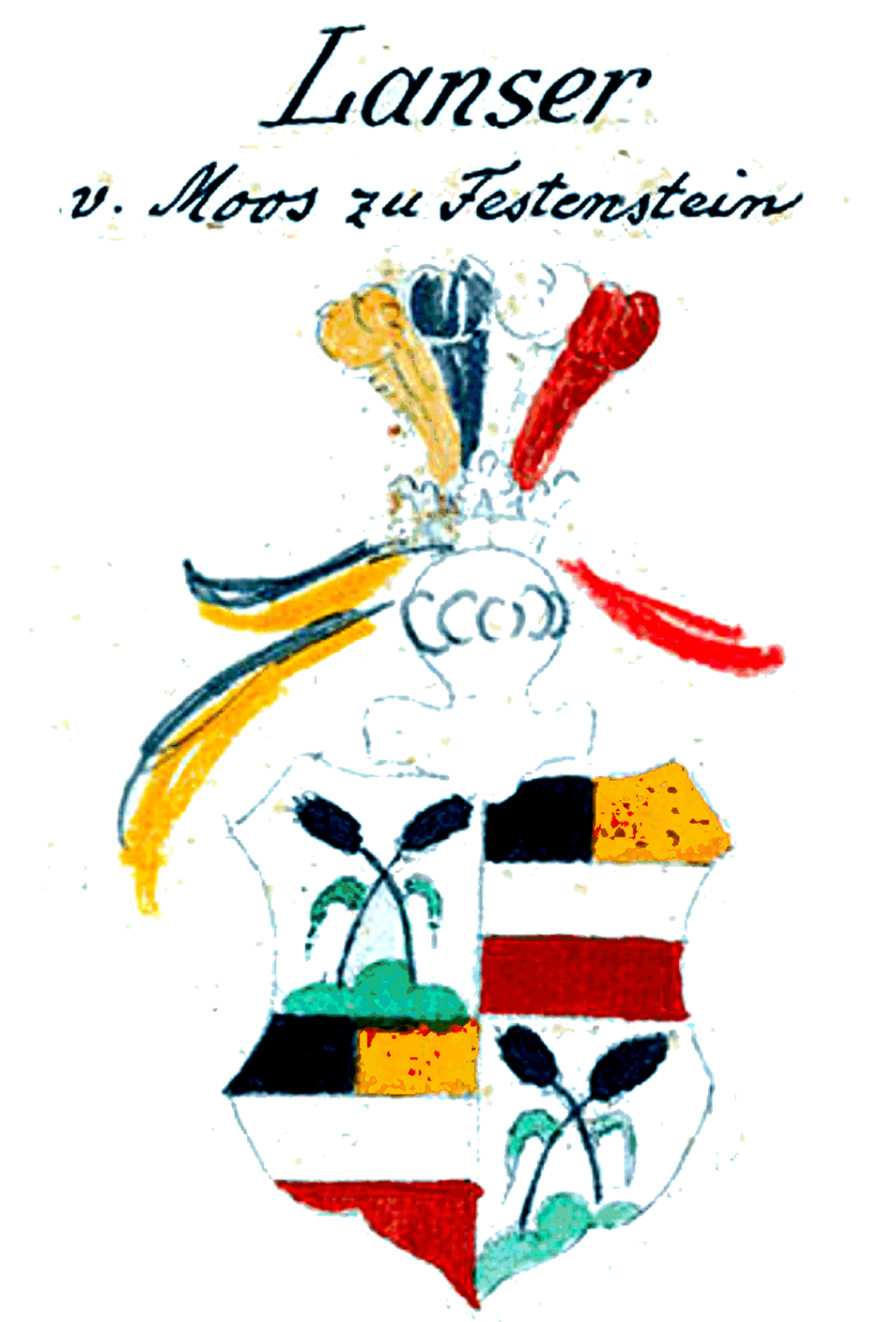
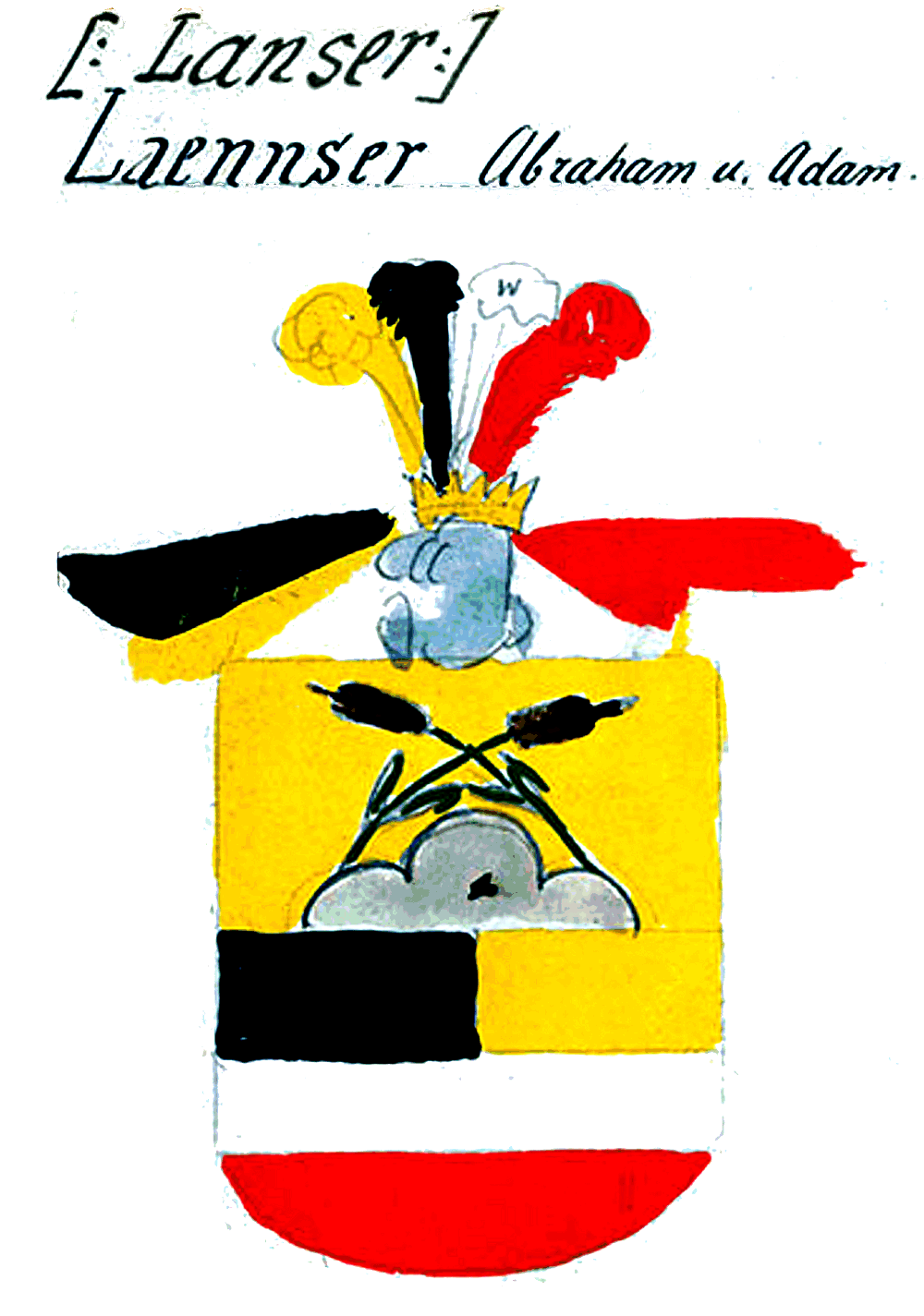
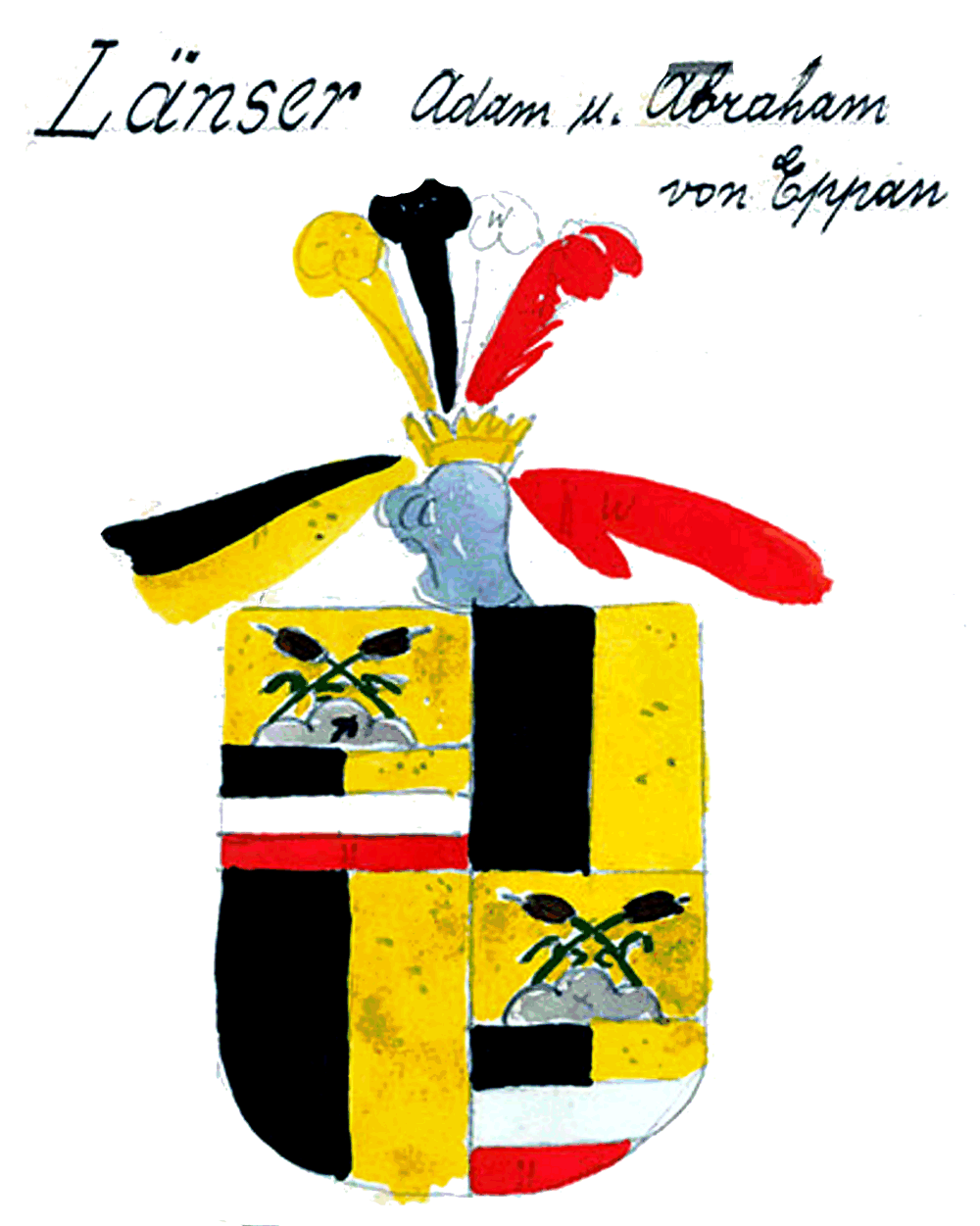

- Blasonierung: Wappen geviert. In Feld eins und vier in Silber auf grünem Dreiberg zwei gekreuzte Mooskolben mit grünen Blättern. In Feld zwei und drei durch einen silbernen Balken geteilt, oben von Schwarz und Gold gespalten, unten Rot (Wappen der Altenburg). Auf dem Helm vier Federn in Gold, Schwarz, Silber und Rot. Decken rechts Schwarz und Gold, links Rot und Silber.[13]
- Die Lanser führten zunächst das Wappen der Altenburg neben ihrem eigenen geteilt, dann geviert.[14]

Abbildungen in der Fischnaler Wappendatei, Tirol